# Simon Meißner
Simon Meißner (* 21. Januar 1892 in Markt Erlbach in Mittelfranken; † 25. September 1956 in München) war ein deutscher Verwaltungsjurist und Landrat.

## Leben
Simon Meißner machte das Abitur am Realgymnasium Nürnberg und studierte Rechtswissenschaften an der Friedrich-Alexander-Universität Erlangen-Nürnberg (dort Mitglied der Studentenverbindung Corps Onoldia), der Humboldt-Universität zu Berlin und der Ludwig-Maximilians-Universität München. Als Einjährig-Freiwilliger musste er Kriegsdienst leisten und absolvierte – nach abgelegter erster juristischer Staatsprüfung – in den Jahren von 1931 bis 1934 den dreijährigen Vorbereitungsdienst (Referendariat), der ihn zum Amts- und Landgericht Fürth und zum Bezirksamt Nürnberg führte. Das Große juristische Staatsexamen folgte 1921 mit anschließender Beschäftigung als juristischer Hilfsarbeiter bei einem Rechtsanwalt. Zum 1. Dezember 1921 wurde er Assessor und bereits einen Monat später Bezirksamtmann in Eschenbach. In gleicher Funktion war er in Miesbach beschäftigt, als er am 1. April 1937 zum Bezirksamtsvorstand (ab 1939 Landrat) des Bezirksamtes Rothenburg ob der Tauber (ab 1939 Landkreis Rothenburg ob der Tauber) ernannt wurde.
Nach der Besetzung des Sudetenlandes durch deutsche Truppen erhielt Meißner die Abordnung zum Landkreis Marienbad. In der Zeit vom 15. August bis zum 8. Dezember 1942 war er zugleich mit der Führung der Geschäfte des Landrats in Scheinfeld beauftragt. Im April 1945 wurde er seines Amtes enthoben und bis zum 15. August 1946 in Ludwigsburg interniert. Im Entnazifizierungsverfahren wurde er durch die Spruchkammer Rothenburg ob der Tauber und durch die Hauptspruchkammer Ansbach als entlastet eingestuft. So wurde er am 1. Juni 1948 gewählter Landrat in Miesbach. Bereits nach einmonatiger Amtszeit wechselte er zum Verwaltungsgericht Ansbach und zum Jahresbeginn 1949 zum Verwaltungsgericht Würzburg, wo er am 1. Januar 1953 zum Oberverwaltungsgerichtsrat ernannt wurde. Er verstarb im Amt. 
Nachdem eine erste Aufnahme in die NSDAP zum 1. April 1933 abgelehnt wurde, trat Meißner zum 1. Mai 1937 der Partei bei (Mitgliedsnummer 3.972.213) und war dort Blockleiter der Ortsgruppe München Haidhausen IV.